# 賈德遜 (印地安納州)
賈德遜（英語：Judson）是位於美國印地安納州霍華德縣的一個非建制地區。該地的面積和人口皆未知。